# Paris (couraçado)
O Paris foi um navio couraçado operado pela Marinha Nacional Francesa e a terceira embarcação da Classe Courbet, depois do Courbet e Jean Bart  e seguido pelo France. Sua construção começou em novembro de 1911 na Forges et chantiers de la Méditerranée em La Seyne-sur-Mer e foi lançado ao mar em setembro do ano seguinte, sendo comissionado na frota francesa em agosto de 1914. Era armado com uma bateria principal composta por doze canhões de 305 milímetros montados em seis seis torres de artilharia duplas, possuía um deslocamento de pouco mais de 25 mil toneladas e conseguia alcançar uma velocidade máxima de 21 nós (39 quilômetros por hora).
O Paris entrou em serviço pouco depois do início da Primeira Guerra Mundial e foi designado para servir na 1ª Divisão da 2ª Esquadra de Batalha. Ele passou toda sua carreira na guerra servindo no Mar Mediterrâneo, primeiro dando suporte para o Exército Montenegrino e depois ajudando na manutenção da Barragem de Otranto contra a Marinha Austro-Húngara. O navio foi transferido para a região da Grécia em 1916, porém suas atividades foram muito limitadas pois sua tripulação foi usada em outras funções. A guerra terminou em novembro de 1918 e o couraçado foi enviado para Pola a fim de supervisionar a rendição austro-húngara, permanecendo no local até março de 1919.
A embarcação passou por modernizações entre outubro de 1922 e novembro de 1923, em que suas caldeiras foram substituídas e seus armamentos modificados, dentre outras coisas. Depois disso, o Paris apoiou tropas espanholas em 1925 em desembarques anfíbios durante a Terceira Guerra do Rife. Passou por novas reformas entre agosto de 1927 e janeiro de 1929 em que novos sistemas de controle de fogo foram instalados, retornando para o serviço em outubro de 1931 como a capitânia da 2ª Divisão da 1ª Esquadra do Mediterrâneo. Uma nova modernização foi realizada de julho de 1934 a maio de 1935, desta vez substituindo e modificando algumas de suas armas secundárias.
O Paris estava na 5ª Esquadra junto com seu irmão Courbet quando a Segunda Guerra Mundial começou em setembro de 1939. Os dois foram transferidos para o Oceano Atlântico e foram colocados em situação operacional apenas em maio do ano seguinte. O navio foi ordenado a seguir para Le Havre em junho com o objetivo de proporcionar suporte para a evacuação de forças aliadas. O Paris refugiou-se no Reino Unido depois da rendição francesa e foi tomado pelos britânicos em julho de 1940, sendo depois usado como depósito e alojamento para forças britânicas e polonesas até o fim da guerra. Foi devolvido para a França depois da guerra, tirado do serviço em 1955 e desmontado.

## Características

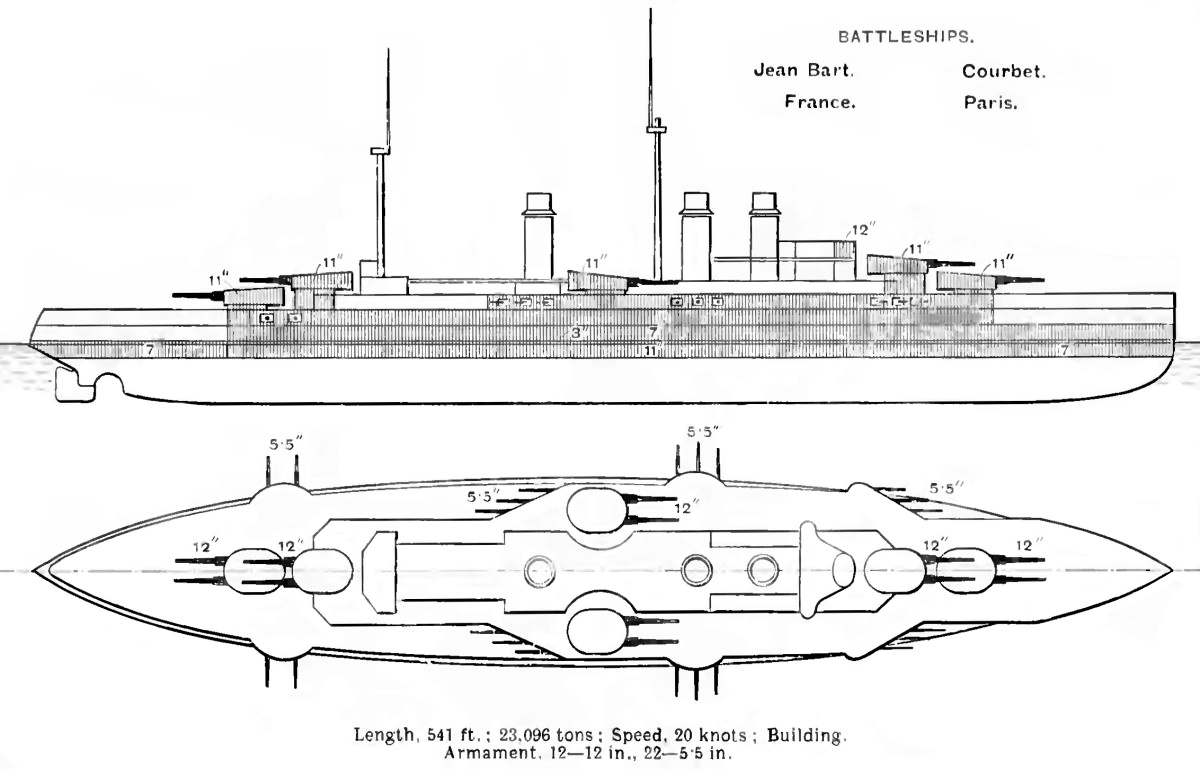
Design da Classe Courbet

Em 1909, a Marinha Francesa estava finalmente convencida da superioridade do HMS Dreadnought sobre os projetos de calibre misto, como a Classe Danton, que precedeu os Courbet. No ano seguinte, o novo Ministro da Marinha, Augustin Boué de Lapeyrère, selecionou um projeto comparável aos dreadnoughts estrangeiros então em construção para serem construídos como parte do Programa Naval de 1906. Os navios tinham 166 metros de comprimento total, uma boca de 27 metros e um calado médio de 9,04 metros. Eles deslocavam 23 475 toneladas em carga normal e 25 579 em plena carga. Sua tripulação era composta por 1 115 homens como navio particular e aumentava para 1 187 quando servia como capitânia. Os navios eram movidos por dois conjuntos de turbinas a vapor Parsons construídos sob licença, cada um acionando dois eixos de hélice usando vapor fornecido por 24 caldeiras Belleville. Essas caldeiras eram movidas a carvão com pulverizadores de óleo auxiliares e foram projetadas para produzir 20 594 quilowatts. Os navios tinham uma velocidade projetada de 21 nós (39 quilômetros por hora). Eles transportavam carvão e óleo combustível suficientes para atingir um alcance de 4 200 milhas náuticas (7 800 quilômetros). a uma velocidade de 10 (19 quilômetros por hora).
A bateria principal da Classe Courbet consistia em doze canhões de 305 milímetros Modèle 1906-1910 montados em seis torres de canhão duplas, com dois pares de torres de superdisparo à frente e atrás da superestrutura e um par de torres de asa a meio do navio. Seu armamento secundário era de vinte e dois canhões de 138 milímetros Modèle 1910, que eram montados em casamatas no casco. Foram instalados quatro canhões Hotchkiss Modèle 1902 de 47 milímetros, dois em cada lateral da superestrutura. Eles também estavam armados com quatro tubos de torpedos submersos de 450 milímetros e podiam armazenar 10 minas abaixo do convés. A espessura do cinturão dos navios variava de 140 a 250 milímetros e era mais espesso no meio do navio. As torres de tiro eram protegidas por 250 milímetros, enquanto que 160 milímetros protegiam as casamatas. O convés blindado era curvo e tinha 40 milímetros de espessura na superfície plana e 70 milímetros nas encostas externas. A torre de comando tinha 266 milímetros nas faces e laterais.

## Construção e carreira
O navio foi encomendado em 1 de agosto de 1911 e recebeu o nome da capital francesa. Ele foi batido em 10 de novembro de 1911 pela Forges et Chantiers de la Méditerranée em seu estaleiro em La Seyne e lançado em 28 de setembro de 1912. Devido às crescentes tensões na Europa em meados de 1914, o navio foi comissionado na frota em 1º de agosto, antes de ser formalmente concluído em 14 de agosto, a um custo de 63 000 000 francos franceses. O Paris foi designado para a 1ª Divisão do 2º Esquadrão de Batalha do 1º Exército Naval em 1º de agosto, mas não se juntou ao seu esquadrão até 5 de setembro.
Depois de ser equipado, ele foi enviado, junto com seus irmãos, para o Mar Mediterrâneo. Ele passou a maior parte do resto de 1914 fornecendo suporte de fogo para o Exército Montenegrino até que o U-12 atingiu o Jean Bart em 21 de dezembro com um torpedo. Isso forçou os couraçados a recuar para Malta ou Bizerta para cobrir a Barragem de Otranto. Depois que os franceses ocuparam a ilha grega neutra de Corfu em 1916, ele avançou para Corfu e Argostoli, mas suas atividades eram muito limitadas, pois grande parte de sua tripulação estava acostumada a operar navios antissubmarinos. Antes do fim da guerra, ele foi equipado com sete canhões antiaéreos (AA) Mle 1897 de 75 milímetros em montagens simples. Essas armas eram adaptações do famoso canhão de campanha Modèle 1897 de 75 milímetros.

### Período entreguerras

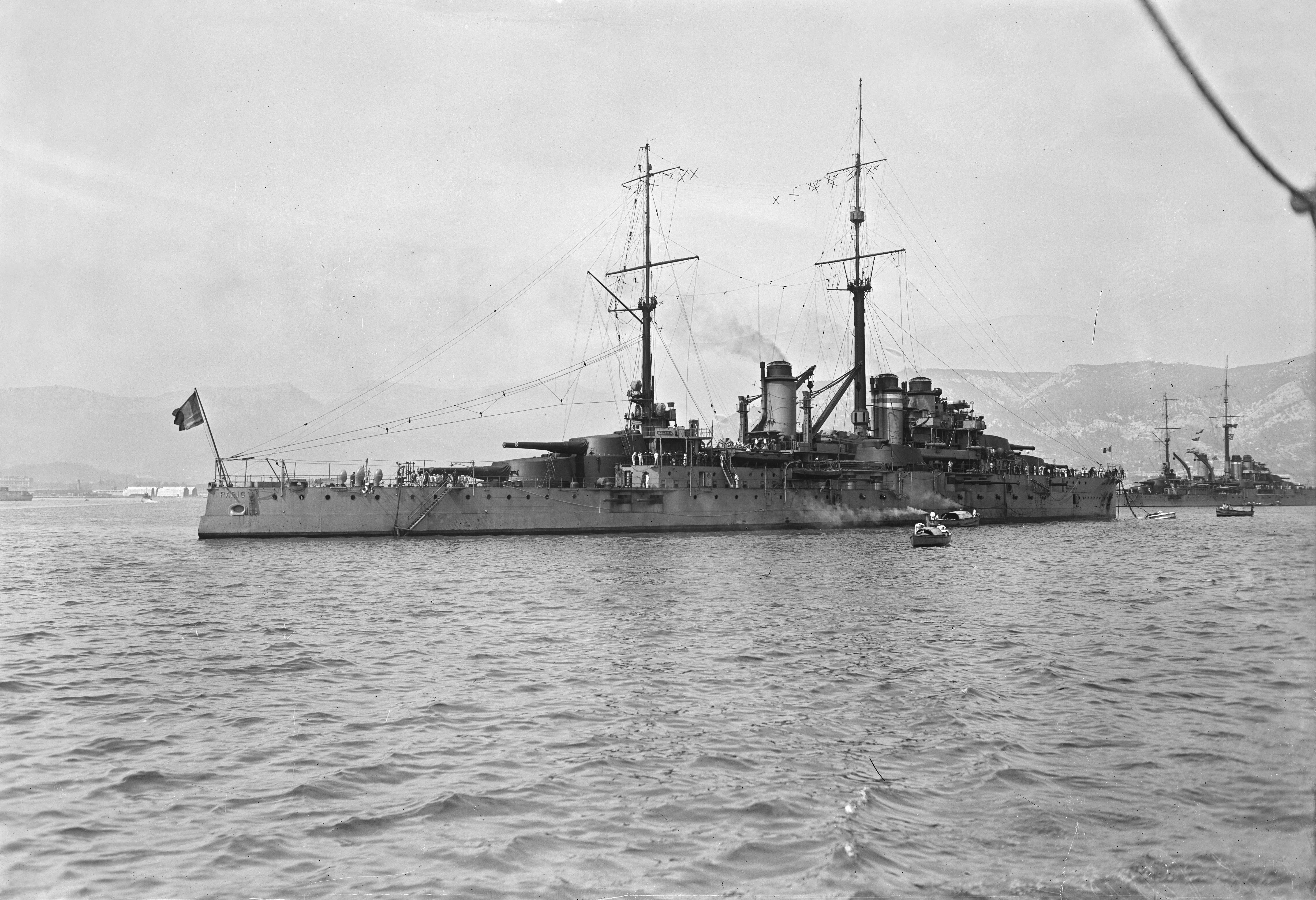
Paris a caminho de Toulon, 7 de maio de 1922

O Paris foi enviado a Pula em 12 de dezembro de 1918 para supervisionar a rendição da frota austro-húngara, onde permaneceu até 25 de março de 1919. Ele forneceu cobertura para as tropas gregas durante a ocupação de Esmirna de maio de 1919 antes de retornar a Toulon em 30 de junho de 1919. Ele colidiu com o contratorpedeiro Bouclier em Toulon em 27 de junho de 1922; ambos os navios sofreram danos graves.
O Paris recebeu a primeira de suas atualizações em Brest entre 25 de outubro de 1922 e 25 de novembro de 1923. Isso incluiu a substituição de um conjunto de caldeiras por caldeiras a óleo, o aumento da elevação máxima do armamento principal de 12° para 23°, a remoção da blindagem da proa para torná-lo menos pesado, a instalação de um sistema de controle de fogo, com um telêmetro de 4,57 metros e a troca de seus canhões AA Mle 1897 por canhões Mle 1918. Após seu retorno ao serviço, ele apoiou um desembarque anfíbio em Al Hoceima por tropas espanholas durante o verão de 1925, depois que os Rifenhos atacaram o Marrocos Francês durante a Terceira Guerra do Rife. Ele destruiu baterias de defesa costeira ali, apesar de ter sofrido danos leves de seis ataques, e permaneceu lá até outubro como a nau capitânia das forças francesas. Ele foi reformado novamente de 16 de agosto de 1927 a 15 de janeiro de 1929 em Toulon e seus sistemas de controle de tiro foram completamente atualizados. Um grande sistema de controle de fogo do tipo cruzador foi adicionado no topo do mastro dianteiro com um telêmetro de coincidência de 4,57 metros e um telêmetro estéreo de três metros. O telêmetro acima da torre de comando foi substituído por uma unidade duplex carregando dois telêmetros de 4,57 metros e outro telêmetro de  mesmo tamanho foi adicionado em uma estrutura blindada próxima ao mastro principal. Dois sistemas de controle de fogo para os canhões secundários foram adicionados na ponte de navegação, cada um com um telêmetro de coincidência de 2 metros. Um telêmetro de 8,2 metros foi adicionado ao teto da torre 'B', a segunda a partir da proa. Foram fornecidos 3 telêmetros de 1,5 metro para seus canhões antiaéreos, um no topo da unidade duplex na torre de comando, um na torre 'B' e um na superestrutura traseira. Ele retomou seu papel como capitânia da 2ª Divisão do 1º Esquadrão do Esquadrão Mediterrâneo até 1º de outubro de 1931, quando se tornou um navio de treinamento.
O Paris foi reformado novamente entre 1º de julho de 1934 e 21 de maio de 1935. Suas caldeiras foram revisadas, seus canhões principais foram substituídos e seus canhões AA Mle 1918 foram trocados por canhões Mle 1922 mais modernos. Eles tinham uma depressão máxima de 10° e uma elevação máxima de 90°. Eles dispararam um projétil de 5,93 quilogramas a uma velocidade inicial de 850 metros por segundo a uma cadência de tiro de 8 a 18 tiros por minuto e tinham um alcance efetivo máximo de 8 mil metros.

### Segunda Guerra Mundial

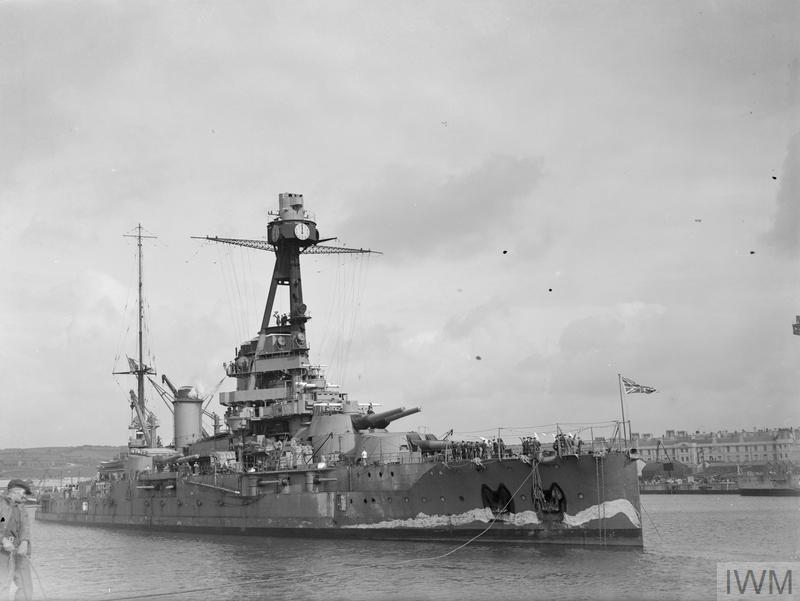
Paris deixando HMNB Devonport, julho de 1940

O Paris e o Courbet formaram o Quinto Esquadrão no início da guerra. Eles foram transferidos para o Atlântico para continuar suas tarefas de treinamento sem interferência. Ambos os navios foram ordenados a serem restaurados ao status operacional em 21 de maio de 1940 pelo Almirante Mord e receberam seis canhões Hotchkiss de 13 milímetros em suportes duplos e duas metralhadoras Browning de 13 milímetros em Cherbourg. O Paris foi enviado a Le Havre em 6 de junho para fornecer apoio de fogo na frente do Somme e cobriu a evacuação da cidade pelos Aliados, embora a falta de aeronaves de reconhecimento significasse que ele não era particularmente eficaz nessa função. Em vez disso, ele ajudou a defender o porto de Le Havre contra aeronaves alemãs até ser atingido por uma bomba em 11 de junho. Ele navegou para Cherbourg naquela noite para reparos temporários, apesar de estar inundando 305 toneladas de água por hora. Ele foi transferido para Brest em 14 de junho e transportava 2 800 homens quando o porto foi evacuado em 18 de junho.

Após o Armistício, o Paris foi atracado em Plymouth, Inglaterra. Em 3 de julho de 1940, como parte da Operação Catapulta, as forças britânicas o abordaram à força e ele foi usado pelos britânicos como um navio-depósito e como um navio-quartel pela Marinha Polonesa pelo resto da guerra. Em 21 de agosto de 1945, após o fim da guerra, o Paris foi rebocado para Brest, onde continuou em seu papel como navio-depósito. Ele foi vendido como sucata em 21 de dezembro de 1955 e desmontado em La Seyne em junho de 1956.